# 疏叶八角枫
疏叶八角枫（学名：Alangium kurzii var. laxifolium）为山茱萸科八角枫属毛八角枫的变种。分布于中国大陆的湖南、贵州、广东、江西、广西等地，多生长于低海拔山地和疏林中，目前尚未由人工引种栽培。